# Manuela Urroz
Manuela Urroz (nacida el 24 de septiembre de 1991) es una jugadora de hockey sobre césped chilena.
Nieta del futbolista Francisco Urroz y sobrina de la tenista Silvana Urroz, Manuela Urroz ha formado parte de la selección nacional de Chile en las categorías junior y adulta. Hizo su debut juvenil en el Campeonato Panamericano Junior de 2008, y su debut adulto apenas un año después en el Champions Challenge de 2009.Jugó en el Oranje Rood de Países Bajos durante un año y luego se mudó a Bélgica, donde permaneció durante seis temporadas en el Royal Antwerp.
En junio de 2024, Urroz portó la antorcha olímpica en su recorrido a París, siendo la única deportista chilena en hacerlo.
Urroz compatibilizó su carrera deportiva con los estudios universitarios: entró a estudiar a la Pontificia Universidad Católica de Chile, donde se tituló de abogada.